# Scorbé-Clairvaux
Scorbé-Clairvaux é uma comuna francesa na região administrativa da Nova Aquitânia, no departamento de Vienne. Estende-se por uma área de 22,85 km². Em 2010 a comuna tinha 2 283 habitantes (densidade: 99,9 hab./km²).